# Dark Waters (película de 2019)
Dark Waters (titulada como Aguas oscuras en España y El precio de la verdad en Hispanoamérica) es una película de suspense legal estadounidense de 2019 dirigida por Todd Haynes y escrita por Mario Correa y Matthew Michael Carnahan. La historia dramatiza el caso de Robert Bilott contra la corporación de fabricación de productos químicos DuPont después de que contaminaron una ciudad con productos químicos no regulados. Está protagonizada por Mark Ruffalo, Anne Hathaway, Tim Robbins, Bill Camp, Victor Garber, Mare Winningham, William Jackson Harper y Bill Pullman.
La película está basada en el artículo del periódico The New York Times de 2016 «The Lawyer Who Became DuPont's Worst Nightmare» («El abogado que se convirtió en la peor pesadilla de DuPont», en español) de Nathaniel Rich. Partes de la historia también fueron reportadas por Mariah Blake, cuyo artículo de 2015 «Welcome to Beautiful Parkersburg, West Virginia» («Bienvenido al hermoso Parkersburg, West Virginia») fue finalista del Premio de la Revista Nacional, y Sharon Lerner, cuya serie «Bad Chemistry» («Mala química») se publicó en The Intercept. Bilott también escribió una memoria, Exposure, que detalla su batalla legal de veinte años contra DuPont.
Dark Waters tuvo un estreno en salas limitado el 22 de noviembre de 2019, por Focus Features, siendo este ampliado el 6 de diciembre de 2019. La película recibió críticas positivas de los críticos y recaudó $21 millones.

## Argumento
El hilo argumental de la película se apoya en el artículo de Nathaniel Rich «El abogado que se convirtió en la peor pesadilla de DuPont», publicado en New York Times Magazine en 2016.
Robert Bilott (Mark Ruffalo) es un abogado defensor corporativo de Cincinnati, Ohio, que trabaja para la firma de abogados Taft, Stettinius & Hollister. Un día, el granjero Wilbur Earl Tennant, que conoce a la abuela de Robert, le pide a él que investigue la causa de numerosas e inexplicables muertes de sus animales en Parkersburg, Virginia Occidental. Durante su encuentro, Tennant asegura que las muertes están relacionadas con la empresa de fabricación de productos químicos DuPont, y le da a Robert una gran caja de vídeos como prueba y también le dice que su hermano Jim era empleado de la fábrica, dado que DuPont tiene un basurero cercano a la granja.
Días después, Robert visita la granja de los Tennant, donde se entera de que 190 bovinos han muerto con condiciones médicas inusuales, como órganos hinchados, dientes ennegrecidos y múltiples tumores. El abogado de DuPont, Phil Donnelly, le dice que no está al tanto del caso, pero que ayudará de cualquier manera que pueda. Luego, Robert presenta una demanda para obtener información a través del descubrimiento legal de los productos químicos arrojados en el sitio. Cuando no encuentra nada útil en el informe de la Agencia de Protección Ambiental (EPA), se da cuenta de que los químicos pueden no estar regulados por esa entidad.
Días más tarde, Robert se enfrenta a Phil en un evento de gala, lo que lleva a una fuerte pelea con él. Después del evento, DuPont envía a Robert cientos de cajas, esperando a que el desista de la demanda. Durante la investigación, Robert encuentra numerosas referencias a PFOA, un químico sin referencias en ningún libro de texto médico ni tampoco en internet. A medianoche, la esposa embarazada de Robert, Sarah (Anne Hathaway), lo encuentra arrancando la alfombra del piso y revisando sus sartenes, temiendo que haya sido envenenado. Esa noche, el le comenta a ella que el PFOA es ácido perfluorooctanoico (PFOA) (también conocido como C8), que se usa para fabricar Teflón un material muy usado en hogares estadounidenses para sartenes antiadherentes, y que también fue usado en revestimiento para tanques de guerra del ejército. Luego Robert descubre que DuPont ha estado realizando pruebas del efecto del PFOA durante décadas tanto en animales como en empleados de la fábrica, descubriendo que causa varios tipos de cáncer y defectos de nacimiento, pero no hizo públicos los hallazgos científicos, y que además tiraron cientos de galones de lodo tóxico río arriba de la granja de los Tennant, descubriendo que el PFOA y compuestos similares son químicos que no abandonan el torrente sanguíneo y se acumulan lentamente en el cuerpo.
Entre tanto, Tennant ha sido rechazado por el pueblo por demandar a DuPont y de paso nota que las evidencias que le mostró a Robert desaparecieron de su granja, además de que un helicóptero sobrevoló su casa. En una nueva visita a la granja, Robert lo alienta a aceptar el acuerdo de DuPont, pero Tennant se niega queriendo justicia y de paso le comenta a Robert que él y su esposa tienen cáncer. Días más tarde, Robert envía la evidencia de DuPont a la EPA y al Departamento de Justicia, entre otros, logrando que la EPA multe a DuPont con $16,5 millones de dólares.
Después de recibir la respuesta de la EPA, Robert no está satisfecho con el resultado, pues él se da cuenta de que los residentes de Parkersburg sufrirán los efectos del PFOA por el resto de sus vidas, por ende, el busca que haya monitoreo médico para todos los residentes del pueblo en una gran demanda colectiva. Sin embargo, DuPont envía una carta notificando a los residentes de la presencia de PFOA, comenzando así el estatuto de limitaciones y dando solo un mes para que realicen cualquier acción adicional.
Dado que el PFOA no está regulado, el equipo de Robert argumenta que la corporación es responsable, ya que la cantidad en el agua fue mayor que la parte por mil millones considerada segura por los documentos internos de DuPont. En la corte, DuPont afirma que su estudio posterior descubrió que 150 partes por mil millones son seguras. A raíz de esto, los lugareños protestan y la historia se convierte en noticia nacional y DuPont propone un acuerdo por $70 millones. Como DuPont solo debe llevar a cabo un monitoreo médico si los científicos prueban que el PFOA causa las dolencias, se establece una revisión científica independiente. Para obtener datos, DuPont les dice a los lugareños que pueden obtener el dinero de su liquidación después de donar sangre. Días más tarde, mientras Robert celebraba la Navidad con su familia, el recibe una llamada notificandole que 69000 personas donaron su sangre para el estudio.
Tiempo después, Tennant muere y Robert queda en la miseria después de varios recortes salariales en la firma de abogados, lo que provoca una crisis en su matrimonio. Al día siguiente, cuando Tom le dice que necesita hacerle otro recorte salarial, Robert comienza a temblar fuertemente cayendo al piso. Al llegar al hospital, los médicos le dicen a Sarah que sufrió una isquemia provocada por el estrés. Al rato, Sarah le dice a Tom que deje de hacer sentir a Robert como un fracasado, ya que él está haciendo algo por las personas que necesitan su ayuda.
7 años después de los estudios realizados en Parkersburg, una científica contacta a Robert disculpandose por la demora en el resultado de los estudios y le dice que el PFOA causa múltiples cánceres y otras enfermedades. En una cena con su familia, Robert es informado de que DuPont está incumpliendo el acuerdo completo debido a que 3535 personas desistieron de sus demandas contra la empresa, por lo que él decide llevar el caso de cada acusado a DuPont, uno a la vez en una corte de Ohio. Finalmente en 2015, él abogado gana los primeros tres acuerdos multimillonarios contra DuPont, dando una indemnización por $670,7 millones de dólares, la historia termina con el mensaje de que el protagonista sigue luchando por revelar la cruda verdad detrás del C8 y esta en todo ser vivo (en cantidades muy pequeñas) pero igual deja en que pensar en como una empresa multimillonaria por dinero, sin querer pudo acabar con la humanidad.

## Reparto
- Mark Ruffalo es Robert Bilott.
- Anne Hathaway es Sarah Bilott.
- Tim Robbins es Tom Terp.
- Bill Camp es Wilbur Earl Tennant.
- Victor Garber es Phil Donnelly.
- Mare Winningham es Darlene Kiger.
- Bill Pullman es Harry Deitzler.
- William Jackson Harper es James Ross.
- Louisa Krause es Karla.

## Producción
El 21 de septiembre de 2018, se anunció que Todd Haynes dirigiría la película titulada Dry Run en ese momento, a partir de un guion de Matthew Michael Carnahan, que sería producido por Participant Media junto con Mark Ruffalo. En noviembre de 2018, Ruffalo fue oficialmente elegido para protagonizar la película.
En enero de 2019, Anne Hathaway, Tim Robbins, Bill Camp, Victor Garber, Mare Winningham, William Jackson Harper y Bill Pullman se unieron al elenco de la película, con Christine Vachon y Pamela Koffler produciendo por Killer Films. El rodaje comenzó el 14 de enero de 2019 en Cincinnati, Ohio.

## Estreno
La película tuvo un estreno limitado en cines el 22 de noviembre de 2019, antes de extenderse a otros cines para el 6 de diciembre de 2019.

## Recepción y crítica

### Taquilla
Dark Waters recaudó $ 11,1 millones en los Estados Unidos y Canadá, y $ 9,9 millones en otros países, para un total mundial de $21 millones.
En su primer fin de semana, la película ganó $102 656 de cuatro salas, un promedio de $25 651 por sala. Se expandió a 94 cines el siguiente fin de semana, ganando $630 000. La película siguió ampliando su distribución en su tercer fin de semana de estreno, ganando $4,1 millones en 2012 salas de cine, y luego ganó $ 1,9 millones en su cuarto fin de semana.

### Crítica
En Rotten Tomatoes, la película tiene una calificación de aprobación del 90% basada en 218 reseñas, con una calificación promedio de 7,3/10. El consenso de críticos del sitio web dice: «Dark Waters transmite poderosamente una historia de la vida real de malversación furiosa, honrando a las víctimas y echando la culpa directamente a los pies de los perpetradores.» En Metacritic, la película tiene una puntuación promedio ponderada de 73 de 100, basada en 38 críticas, lo que indica «críticas generalmente favorables». Las audiencias encuestadas por CinemaScore le dieron a la película una calificación promedio de A– en una escala de A+ a F, mientras que aquellos en PostTrak le dieron un promedio de 3,5 de 5 estrellas, con un 60% diciendo que definitivamente lo recomendaría a un amigo.

### Respuesta económica
De la ruptura de DowDuPont a principios de año surgió una nueva compañía DuPont que continuó perdiendo valor durante la segunda mitad de 2019 a medida que los inversores se preocuparon por las posibles responsabilidades relacionadas con los antiguos productos de fluoropolímero de DuPont. Cuando Dark Waters se estrenó el 12 de noviembre, el precio de las acciones de DuPont cayeron aún más en 7,15 puntos de 72,18 a 65,03. Si bien ahora es parte de Chemours y las compañías resolvieron las demandas de salud pública a las que se hace referencia en la película, Chemours demandó a DuPont, alegando que la antigua compañía matriz lo cargó con onerosas responsabilidades cuando no pudo preparar las proyecciones financieras de buena fe. Chemours estimó que necesitaría pagar más de $200 millones para abordar los daños ambientales en Carolina del Norte causados por otra instalación de fabricación de PFAS en esa región. El acuerdo previo en Virginia Occidental y Ohio había costado $671 millones, que se dividió entre las dos compañías.
El CEO de DuPont, Marc Doyle, los ejecutivos y los inversores argumentaron en declaraciones internas que gran parte de la película no estaba basada en hechos reales y que la empresa DuPont fue malinterpretada para adaptarse al papel del enemigo. Según Doyle, se hicieron declaraciones públicas limitadas porque «en una situación como esta, simplemente no te hace mucho bien combatirlo a la vista del público. Eso solo atraería más y más atención a ello». El presidente ejecutivo, Ed Breen, no comentó si DuPont tomaría acciones legales en respuesta a la película, pero sí dijo a los inversores que «obviamente, tenemos muchas personas legales [que] han estado viendo esto». Los ejecutivos que en esta película se presentan como culpables todavía trabajan, o trabajaron recientemente, en DuPont. 3M vio poco o ningún cambio en el precio de sus acciones el día del estreno de la película, pero ya estaban experimentando un «año difícil» debido a las «posibles responsabilidades debido a posible litigio sobre la producción anterior de PFAS». El precio de las acciones de 3M cerró en 256,01 el 28 de enero de 2018 y, para el 1 de diciembre de 2019, habían caído a 168,27.

### Premios
| Premio            | Fecha                   | Categoría                               | Receptor                                               | Resultado | Ref(s) |
| ----------------- | ----------------------- | --------------------------------------- | ------------------------------------------------------ | --------- | ------ |
| Premios Satellite | 19 de diciembre de 2019 | Mejor Actor - Drama                     | Mark Ruffalo                                           | Nominado  | [ 25 ] |
| Premios Satellite | 19 de diciembre de 2019 | Mejor guion adaptado                    | Mario Correa, Matthew Michael Carnahan, Nathaniel Rich | Nominado  | [ 25 ] |
| Cinema for Peace  | 23 de febrero de 2020   | Premio a la Justicia 2020               | Dark Waters                                            | Nominado  | [ 26 ] |
| Cinema for Peace  | 23 de febrero de 2020   | Premio Internacional de Cine Verde 2020 | Dark Waters                                            | Nominado  | [ 26 ] |